# Ipotesi nulla
Un'ipotesi nulla (in inglese null hypothesis, che significa letteralmente ipotesi zero) è un'affermazione sulla distribuzione di probabilità di una o più variabili casuali. Si intende per ipotesi nulla l'affermazione secondo la quale non ci sia differenza oppure non vi sia relazione tra due fenomeni misurati, o associazione tra due gruppi. Solitamente viene assunta vera, finché non si trova una evidenza che la confuti. 
Al di là di questa definizione formale, spesso si intende come ipotesi nulla proprio una relazione significativa tra due fenomeni misurati assunta come precedente il test di ipotesi e della quale si vuole, mediante il test, verificare la solidità o la cedevolezza rispetto a una ipotesi alternativa.

## Test statistico
Nel test statistico viene verificata in termini probabilistici la validità di un'ipotesi statistica, detta appunto ipotesi nulla, di solito indicata con H0. Attraverso una funzione dei dati campionari si decide se accettare l'ipotesi nulla o meno. Nel caso l'ipotesi nulla venga rifiutata si accetterà l'ipotesi alternativa, indicata con H1. Se si rifiuta un'ipotesi nulla che nella realtà è vera, allora si dice che si è commesso un errore di prima specie (o falso negativo). Accettando invece un'ipotesi nulla falsa si commette un errore di seconda specie (o falso positivo).
L'ipotesi può essere di tipo funzionale se riferita alla forma della f(x;θ) con f funzione di densità o di probabilità, o parametrica se riferita al vettore incognito θ. L'ipotesi è semplice quando specifica completamente la f(x;θ). Nel caso un'ipotesi non sia semplice si dirà composta. Quando si considera un solo parametro l'ipotesi semplice è del tipo θ=θ0, dove θ0 è un valore particolare. Un'ipotesi è unilaterale se è del tipo θ > θ0 oppure del tipo θ < θ0.
Un'ipotesi è bilaterale se è del tipo θ ≠ θ0 oppure del tipo θ < θ0 e θ > θ0.
Tali ipotesi sono effettuate con un certo grado di fiducia. La stessa ipotesi può essere vera o falsa a seconda del grado di fiducia utilizzato.

## Esempio
Un esempio è quello che nella meta-analisi viene gergalmente chiamato test di eterogeneità: si presuppone come ipotesi nulla la presenza di omogeneità tra più lavori scientifici confluiti nella meta-analisi, per cui p-value calcolati i cui valori (inferiori a 0,05) ricadano nella zona di errore servono a rifiutare l'ipotesi presupposta dell'omogeneità e a dare significatività all'eterogeneità tra le pubblicazioni nelle meta-analisi. In letteratura epistemologica non c'è sostanziale accordo sulla nozione di "ipotesi nulla" che rimane praticamente una nozione gergale e polisemica.